# کلبه

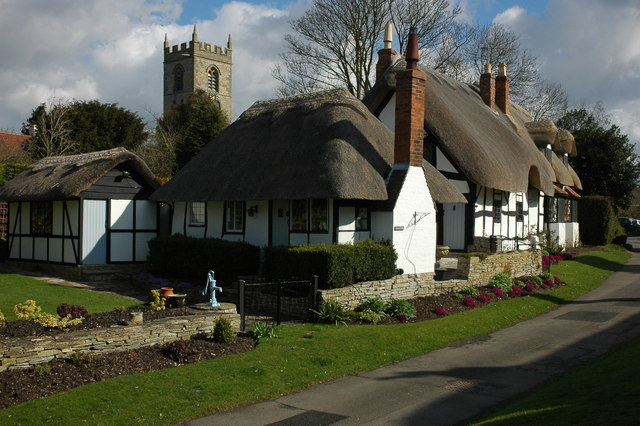
نمونه یک کلبه انگلیسی گالی پوش — کلبه تن پنی — در ولفرد-آن-ایون، وارویک‌شر

کلبه معمولاً به خانه‌ای کوچک در بیرون از شهر گفته می‌شود. کلبه ممکن است معنی ضمنی قدیمی یا از رواج افتاده را با خود همراه داشته باشد. در کاربرد مدرن کلبه اغلب به منزلگاهی گرم و نرم و ساده در مناطق روستایی یا نیمه‌روستایی گفته می‌شود.
این اماکن در مقایسه با کومه‌ها دارای امکانات رفاهی بیشتر و امکان اقامت طولانی‌تری هستند.